# Бичуването на Христос
„Бичуването на Христос“ (на италиански: Flagellazione di Cristo) е картина на италианския художник Микеланджело да Караваджо от 1607 – 1608 г. Картината (286 x 213 см) е изложена в Зала 78 на Национален музей „Каподимонте“ в Неапол, Италия.
Смята се за едно от най-значимите произведения от зрелия период на ломбардския художник.

## История
Картината е поръчана от Томазо де Франчис (или де Франко) за семейния му параклис, дарен му от Фердинандо Гондзага, намиращ се в двора на църквата „Сан Доменико Маджоре“ в Неапол. Томазо принадлежи към благородническо семейство от генуезки произход, намерило своето икономическо богатство в Неапол благодарение на Винченцо де Франкис, президент на Свещения кралски съвет, и впоследствие на неговите синове. Някои от тях са на служба в испанския двор, други развиват църковна кариера, а други двама, Лоренцо и Джироламо, изглежда принадлежат към управлението на светската благовторителна организация в Неапол „Пио Монте дела Мизерикордия“ (и вероятно благодарение на тази роля семейството влиза в контакт с картината на Караваджо).
Записките за заплащането датират от 11 май 1607 г., когато сума от 100 дуката е предоставена от Томазо де Франкис за създаването на (неуточнена) картина срещу общи разходи, договорени между страните, възлизащи на 250 дуката. На следващия 28 май се извършва допълнително плащане на художника от малко над 40 дуката, което вероятно отново се отнася до същата картина. Следователно не е известно дали тези две плащания са извършени като заплащане на остатъка от работата или е авансово. Това е значим фактор, тъй като ако първата хипотеза е вярна, датирането на картината ще се дължи на първия престой на ломбардския художник в Неапол (1606-1607), както вярват повечето съвременни критици, докато при втората хипотеза (както счита Пиетро Лонги) датировката би трябвало да се премести към втория му неаполитански престой (1610 г.).
След като платното е изрисувано, то е поставено на главния олтар на параклиса. Въпреки това през 1632 г. Де Франкис купуват първия параклис отляво на църквата, бивш на семейство Спинели ди Тавиано, и финансират важни ремонти на обкръжаващата среда, които продължават поне до 1652 г. Следователно през този период картината вероятно е преместена другаде, вероятно в семейния дворец на града, тъй като древните източници никога не я споменават. За нея се съобщава едва през 1672 г., когато Джовани Пиетро Белори я вижда там и я регистрира сред първите картини, направени от художника, след като пристига в Неапол. Всъщност Карло де Лелис в своята Napoli Sacra от 1654 г., със сигурност написана преди годината на публикуване, описва новия параклис на Де Франкис, като говори изключително за наличните мрамори и надписи, докато картината е възхвалявана само в „Приложението“ към ръководството, завършено по-късно (в периода преди 1684 г.), където я описва като „... най-красивата работа, която този знаменит художник някога е правил“.
През 1675 г. картината е регистрирана на страничната стена на параклиса, тъй като дървена статуетка на Мадоната дел Розарио от Пиетро Чезаро е поставена на нейно място по заповед на доминиканските отци.  В по-късни периоди е премествана от параклис в параклис (първо в крилото вдясно, носещо името на Св. Антоний абат, между края на 18 век и началото на 19 век, след това в това на Санто Стефано в средата на 18 век, а през 20 век – в параклиса на Молитвената броеница, съответно във втория и първия параклис от стената на апсидата вляво) в същата църква „Сан Доменико Маджоре“, без изобщо да намери окончателно местоположение.
След земетресението в Ирпиния през 1980 г. картината е отнесена от съображения за безопасност в Музея „Каподимонте“ в Неапол, където все още се намира, макар че законната собственост върху творбата остава на  Министерството на вътрешните работи. Детайлът от фигурата на Христос е използван за пощенска марка от 100 лири, издадена от Италианските пощи на 29 април 1975 г. като част от 20-то издание на поредицата „Европа“.
От пет или шест творби, рисувани от художника в края на неаполитанския му престой, това е най-голямото по размери платно.

## Описание
| Детайл на Христос (отляво платното, отдясно марката от 1975 г.) |
| Детайл на Христос (отляво платното, отдясно марката от 1975 г.) |

От намерените документи става ясно, че картината е поръчана през пролетта на 1607 г. Някои учени смятат, че тя е нарисувана по време на първия престой на Микеланджело да Караваджо в Неапол през 1606 – юни 1607, преди да замине за Малта. Имайки предвид голямата прилика между мъчителя вдясно и един от гробарите, изобразен от Микеланджело да Караваджо в картината Погребението на света Лукия, рисувана в Сиракуза през 1608 г., други учени са на мнение, че Караваджо е работил върху творбата си по време на втория си престой в Неапол 1609 – 1610 г. При реставрация през 1999 г., след рентгеново изследване на платното, е открита малко под десния мъчител нарисувана мъжка глава, гледаща към Христос, което води учените до извода, че картината е рисувана на два етапа.
Както при много други обществено поръчани произведения Караваджо избира да възприеме по-конвенционално и по-малко разтърсващо решение с каноните на религиозната живопис, като се позовава на картина на същата тема, нарисувана години по-рано от Себастиано дел Пиомбо за църквата „Сан Пиетро ин Монторио“ в Рим. В изграждането на сценографската структура платното следва и Разпятието на св. Петър, което самият Караваждо рисува в Рим за Санта Мария дел Пополо, т.е. с два персонажа от двете страни на главния герой, които активно участват в действието, и трети на предени план, наведен пред него, всичките облечени в съвременните на художника дрехи, а не с класическите одежди на римските войници. Разликата между неаполитанското и римското платно може да се открие в духа, с който са изобразени мъчителите: ако в капитолийската композиция те са изобразени като прости хора, „принудени“ на изморителен труд, то в Бичуването палачите изглеждат съзнаващи бруталността и жестокостта на извършваното от тях деяние. 
На тъмен фон художникът представя действие, развиващо се при колона, към която трима главорези завързват Христос. Върху главата на мъченика се вижда трънен венец и само препасаната бяла кърпа прикрива голотата на тялото, върху което пада силна светлина. Мъчителите остават почти в сянка с напрегнати мускули и изкривени от ярост лица. Това е нестандартно представяне на човешката реалност, нов начин на рисуване, блокиране на платното между контрасти на остри, пронизващи светлини и сенки, движещи се тела, уловени при най-високото и шокиращо напрежение не само физическо, но преди всичко психическо, емоционално, сантиментално. Телата излизат от сенките и физическите особености се определят от почти заслепяващата светлина, подчертавайки драмата на събитието, което картината разказва.
Творбата представлява нетрадиционно представяне на човешката и природната реалност, нов начин на живопис, блокиране върху платното, между остри и разкъсващи контрасти на светлини и сенки, фрагменти или по-скоро парчета от движещи се тела, уловени в най-високото и непреодолимо напрежение не само физически, но преди всичко психически, емоционално и сантиментално. Телата излизат от сенките и физическите черти се определят от почти ослепителната светлина, подчертавайки събитието, което картината разкрива с голяма драматичност.
Изработката е доста проблемна: проучванията през 1982 г. позволяват да се открият чрез рентгенови изследвания няколко признака на предишни щрихи и пренарисуване, някои в долната част, където наведеният мъчител е леко завъртян (първоначално настоящият ляв крак вместо е бил дясен на мъжа) и преди всичко на височината на набедрената превръзка на мъчителя вдясно, където рентгеновите лъчи разкриват глава на мъж, впоследствие изтрита (вероятно идентифицирана с клиента или, по-малко правдоподобно, с доминикански монах). По-нататъшни проучвания показват, че платното е резултат от ушиването на три отделни парчета плат, две с еднакви размери и хоризонтален разрез, които са съединени заедно почти на височината на пъпа на Христос, и друго 17 см широко и с дължина по цялия ръб на платното, добавено в дясното поле, което е било полезно за завършване на крака на мъчителя отдясно с реализацията на неговата пета (която първоначално е изрязана).
Както е обичайно за стила на Караваджо, това платно включва портрети на хора, познати му от живота, в този случай вероятно срещнати по време на неговия неаполитански престой, и които също се използват повторно в други творби, като екзекуторът отляво на заден план, който е същият персонаж във версията на Бичуването (днес в Руан) и на Саломея с главата на Кръстителя (днес в Лондон).
От самото начало произведението е особено оценено от неаполитанската артистична среда, дотолкова, че е поискано копие от Андреа Вакаро, което все още се пази днес в Параклиса на Молитвената броеница на църквата „Сан Доменико Маджоре“, където преди е било платното на Караваджо преди окончателното му преместване в [[Национален музей „Каподимонте“].
Влиянието на Микеланджело да Караваджо сред неаполитанските художници караваджисти Андреа Вакаро, Батистело Карачоло и Лука Джордано може да се види в рисуваните от тях картини на същата тема.